# Ulysse Texier de La Caillerie
Ulysse Texier de La Caillerie, né le 26 avril 1885 à Clessé (Deux-Sèvres) et mort le 16 septembre 1974 à Parthenay (Deux-Sèvres), est l'inventeur d'un véhicule amphibie.

## Biographie
Né à Clessé le 26 avril 1885, tour à tour architecte, charpentier, maçon, menuisier, serrurier, plâtrier et peintre, il est aussi inventeur et construit un moteur pour un pilote du Mans qui fut un des  pionniers de l’aviation. 
En 1920, Ulysse Texier de La Caillerie ouvre un garage rue Carnot à Poitiers, situé en face de l'emplacement actuel du parking de l'Hôtel de Ville. Ce garage prospère, employant jusqu'à une trentaine d'ouvriers. Cependant, en 1926, il décide de vendre son entreprise pour se lancer dans la restauration en acquérant l'hôtel Beauregard, rue Renaudot. En 1928, il se sépare de son restaurant et s’installe à Secondigny, dans les Deux-Sèvres, non loin de son village natal de Clessé, où il était né en 1885. Ayant fait fortune, il mène une vie bourgeoise à la campagne, tout en nourrissant une passion constante pour la mécanique. 
C’est dans les Deux-Sèvres qu’Ulysse Texier de La Caillerie conçoit sa célèbre voiture amphibie en 1932, d'une puissance de 5 ch, capable de rouler sur terre et de circuler sur l'eau. Il présenta ce véhicule au public en 1932 sur le Clain, à Poitiers, puis en 1940 sur l'étang de Secondigny. Il déposa un brevet enregistré aux États-Unis en 1935.  Il propose son véhicule aux forces armées de l’époque, toutefois, les militaires rejettent son projet, invoquant un problème d’embrayage. Cependant, selon certaines sources, le véritable obstacle résidait plutôt dans l'absence de fonds dédiés à ce type d’investissement. Un second prototype,version améliorée du véhicule, plus important, est construit quelques années plus tard. Présentée en 1938, ne parvient pas à convaincre les autorités. Ironie de l’histoire, un an plus tard, les forces armées allemandes traversent le Rhin à l'aide de véhicules amphibies similaires, les modèles Trippel, équipés de quatre roues au lieu de deux, comme l’invention de Texier de La Caillerie. Le prototype reste cachée durant la Deuxième Guerre mondiale, il est remis en état en 1950 à l’occasion de la fête du quartier Saint-Paul. En novembre 1951, il le propose pour servir lors d’inondations dans le Vaucluse.  Ulysse continue à présenter sa voiture amphibie lors de fêtes foraines et propose même son utilisation dans les colonies françaises, en particulier dans les rizières où il pensait qu’elle aurait pu démontrer son utilité. Malheureusement, ces efforts resteront sans succès.
Il se rend célèbre en  essayant de doter la France d’un nouveau système constitutionnel dit Constitution  des Quatre Piliers qu’il crée en 1940. Il fera une maquette de plus d’un mètre de haut, composée de quatre piliers soutenant le globe terrestre, le tout illustrant son concept. Il se porte candidat à la présidence de la République en 1953. Il est régulièrement question de sa Constitution jusqu’en 1968. Cette année-là, avec les évènements des mois de mai et juin, il revient sur le devant de la scène en  soutenant que sa Constitution est capable de ramener la paix, la stabilité et la prospérité. On le retrouve encore en mars 1969 lors de la grogne des commerçants, et il présente une fois de plus sa Constitution comme une aide économique. Il est interviewé en avril 1973 et passe aux actualités régionales de la télévision. Il vit alors près de son cercueil. Il meurt le 16 septembre 1974. 
En 1928, le tribunal de Niort l’avait autorisé à reprendre la particule de ses ancêtres et il redevient de la Caillerie.
L’association Les Amis d’Ulysse présente le projet U-32 en 1999 pour reconstruire la voiture amphibie de 1932. Les premiers essais se déroulent en 2000 et le véhicule est toujours utilisé.
Son hôtel poitevin abrite aujourd'hui le rectorat de l'Académie de Poitiers.